# Kaduna (staat)
Kaduna is een Nigeriaanse staat. De hoofdstad is Kaduna, de staat heeft 7.168.052 inwoners (2007) en een oppervlakte van 46.053 km².
De staat Kaduna wordt in het zuiden voornamelijk bewoond door christenen en in het noorden door moslims. De recente geschiedenis wordt gekenmerkt door religieuze conflicten tussen deze groepen.

## Lokale bestuurseenheden
Er zijn 23 lokale bestuurseenheden (Local Government Areas of LGA's). Elk LGA wordt bestuurd door een gekozen raad met aan het hoofd een democratisch gekozen voorzitter.
De lokale bestuurseenheden zijn:
| - Birni-Gwari - Chikun - Giwa - Igabi - Ikara - Jaba - Jema'a - Kachia - Kaduna North - Kaduna South - Kagarko - Kajuru |  | - Kaura - Kauru - Kubau - Kudan - Lere - Makarfi - Sabon-Gari - Sanga - Soba - Zango-Kataf - Zaria |